# Discografia de Lady Gaga

Lady Gaga actuant el 2010.

La discografia de Lady Gaga està formada per sis àlbums d'estudi (un dels quals EP).
El seu àlbum de debut The Fame, ha liderat les llistes d'àlbums al Canadà, Irlanda, i Regne Unit. L'àlbum va guanyar el premi Grammy a Millor àlbum elèctronic/dance el 2010, i va ser nominat a Millor àlbum de l'any. L'àlbum va ser un èxit comercial, rebent crítiques positives i sent certificat com a multi-platinum a molts països. A inicis del 2010 ja havia venut vuit milions de discs al món.
El seu single de debut "Just Dance", en col·laboració amb Colby O'Donis, va superar les llistes de singles dels Estats Units, el Regne Unit, Austràlia, el Canadà, Irlanda i els Països Baixos. També va ser nominat al Grammy al Millor enregistrament dance. El va seguir "Poker Face", que va liderar les llistes i va rebre diverses nominacions als Grammy: millor cançó de l'any, millor enregistrament de l'any, millor enregistrament dance el 2010. El tercer single "Eh, Eh (Nothing Else I Can Say)", només va ser enviat a alguns mercats i va liderar les llistes de França, Nova Zelanda i Suècia. "LoveGame" va ser el tercer single a parts d'Europa i a Nord-amèrica mentre que era el quart a Oceania i el Regne Unit. «Paparazzi» va ser el tercer single al Regne Unit i el cinquè d'Austràlia i va liderar les llistes alemanes i d'Austràlia, Canadà, França, Irlanda, Regne Unit i Estats Units.
A final del 2009 va publicar The Fame Monster que va ser un èxit que va arribar al número ú a Austràlia, Finlàndia, Alemanya, Irlanda, Nova Zelanda, Polònia, Suïssa i al Regne Unit i al número cinc als Estats Units. El primer single «Bad Romance», va ser número u al Canadà, França, Alemanya, Irlanda, Itàlia, Suècia i el Regne Unit; número dos als EUA, Suïssa, Austràlia, Nova Zelanda i altres països europeus. El va seguir "Telephone", en el qual va col·laborar Beyoncé Knowles, arribant al número u a GB, Irlanda i altres països al top five. El tercer single ha estat "Alejandro". Gaga també ha col·laborat amb altres artistes com New Kids on the Block, Britney Spears i Claude Kelly. Gaga ha col·laborat també a "Video Phone" de Beyoncé. Ha venut més de 40 milions de single i 15 milions d'àlbums.

## Àlbums

### Àlbums d'estudi
| Any  | Detalls de l'àlbum | Posicions màximes d'èxits | Posicions màximes d'èxits | Posicions màximes d'èxits | Posicions màximes d'èxits | Posicions màximes d'èxits | Posicions màximes d'èxits | Posicions màximes d'èxits | Posicions màximes d'èxits | Posicions màximes d'èxits | Posicions màximes d'èxits | Vendes                                                             | Certificacions |
| Any  | Detalls de l'àlbum | EUA                       | AUS                       | CAN                       | FRA                       | GER                       | JPN                       | NZ                        | SWE                       | SWI                       | GB                        | Vendes                                                             | Certificacions |
| ---- | --- | ------------------------- | ------------------------- | ------------------------- | ------------------------- | ------------------------- | ------------------------- | ------------------------- | ------------------------- | ------------------------- | ------------------------- | ------------------------------------------------------------------ | --- |
| 2008 | The Fame - Publicació: 19 agost 2008 - Discogràfica: Interscope, Streamline, Kon Live, Cherrytree - Formats: CD, LP, Descàrrega digital                                                                                           | 2                         | 3                         | 1                         | 2                         | 1                         | 6[B]                      | 2                         | 15                        | 1                         | 1                         | - WW: 8,000,000 - EUA: 3,595,000 - CAN: 315,000 - GB: 1,388,847[A] | - EUA: 3× Platinum - AUS: 3× Platinum - CAN: 3× Platinum - JPN: 2× Platinum - UE: 4× Platinum[C] - GB: 4× Platinum |
| 2009 | The Fame Monster - Publicació: 23 novembre 2009 - Discogràfica: Interscope, Streamline, Kon Live, Cherrytree - Formats: CD, LP, EP, descàrrega digital                                                                            | 5                         | 1                         | 2                         | 2                         | 1                         | 2[B]                      | 1                         | 2                         | 1                         | 1                         | - EUA: 1,203,000                                                   | - EUA: Platinum - AUS: 3× Platinum - UE: Platinum |
| 2011 | Born This Way - Publicació: 23 de maig de 2011 - Discrogràfica: Interescope, Streamline, Kon Live i Cherrytree Records - Formats: CD, Digital, USB i LP - Puntuació d'AllMusic: 3,5/5 estrelles - Puntuació de Metacrític: 71/100 | 1                         | 1                         | 1                         | 1                         | 1                         | 1                         | 1                         | 1                         | 1                         | 1                         | - WW: 8 000 000 - EUA: 2 326 000 - RU: 986 847                     | - BVMI: Platinum - ARIA: 2× Platinum - IFPI AUT: Platinum - CRIA: 4× Platinum - RIAA: 2× Platinum - SNEP: 2× Platinum - IRMA: 2× Platinum - RIAJ: 3× Platinum - RIANZ: Platinum - BPI: 3× Platinum - IFPI SUI: Platinum |

Notes
- A alguns territoris, The Fame Monster és una publicació deluxe de The Fame, i apareixen llistats conjuntament amb The Fame.
- ^A The Fame i The Fame Monster sota un mateix títol. Vendes de 2009.
- ^B Posicions d'èxit The Fame a partir de la primera setmana de juny de 2009, i per The Fame Monster la tercera setmana de maig de 2010.
- ^C Des de l'1 de gener de 2010, The Fame i The Fame Monster conten com un sol títol.

### Recopilatoris
| Any                                                            | Detalls de l'àlbum | Posicions màximes d'èxits | Posicions màximes d'èxits | Posicions màximes d'èxits | Posicions màximes d'èxits | Posicions màximes d'èxits | Posicions màximes d'èxits | Posicions màximes d'èxits | Posicions màximes d'èxits | Vendes        | Certificacions |
| Any                                                            | Detalls de l'àlbum | EUA                       | AUS                       | CAN                       | IRE                       | JPN                       | NZ                        | SWE                       | UK                        | Vendes        | Certificacions |
| -------------------------------------------------------------- | --- | ------------------------- | ------------------------- | ------------------------- | ------------------------- | ------------------------- | ------------------------- | ------------------------- | ------------------------- | ------------- | -------------- |
| 2009                                                           | Hit Mixes[D] - Publicació: 25 agost 2009 - Discogràfica: Interscope, Streamline, Kon Live, Cherrytree - Formats: CD, descàrrega digital | —                         | —                         | 8                         | —                         | —                         | —                         | —                         | —                         | —             | —              |
| 2010                                                           | The Remix - Publicació: 3 març 2010 - Discogràfica: Interscope, Streamline, Kon Live, Cherrytree - Formats: CD, descàrrega digital      | —                         | 12                        | 5                         | 10                        | 7[E]                      | 9                         | 40                        | 3                         | - WW: 500,000 | - JAP: Gold    |
| "—" denota un títol que no és una publicació en tal territori. | |                           |                           |                           |                           |                           |                           |                           |                           |               |                |

Notes
- ^D Hitmixes publicació exclusiva del Canadà el 25 d'agost del 2009.
- ^E The Remix disponible al Japó a partir de la tercera setmana de maig del 2010.

### Extended plays (EP)
| Any  | Detalls de l'àlbum |
| ---- | --- |
| 2009 | The Cherrytree Sessions - Publicació: 3 febrer 2009 (descàrrega digital) 3 agost 2010 (físicament) - Discogràfica: Interscope, Streamline, Kon Live, Cherrytree - Formats: CD, descàrrega digital |

## Senzills
| Any                                                            | Senzill                                   | Posicions màximes d'èxits | Posicions màximes d'èxits | Posicions màximes d'èxits | Posicions màximes d'èxits | Posicions màximes d'èxits | Posicions màximes d'èxits | Posicions màximes d'èxits | Posicions màximes d'èxits | Posicions màximes d'èxits | Posicions màximes d'èxits | Certificacions                                                          | Àlbum            |
| Any                                                            | Senzill                                   | EUA                       | AUS                       | CAN                       | FRA                       | GER                       | IRE                       | NZ                        | SWE                       | SWI                       | GB                        | Certificacions                                                          | Àlbum            |
| -------------------------------------------------------------- | ----------------------------------------- | ------------------------- | ------------------------- | ------------------------- | ------------------------- | ------------------------- | ------------------------- | ------------------------- | ------------------------- | ------------------------- | ------------------------- | ----------------------------------------------------------------------- | ---------------- |
| 2008                                                           | "Just Dance" (col·laborant Colby O'Donis) | 1                         | 1                         | 1                         | 14                        | 10                        | 1                         | 3                         | 3                         | 8                         | 1                         | - EUA: 4× Platinum - AUS: 3× Platinum - CAN: 6× Platinum - GB: Platinum | The Fame         |
| 2008                                                           | "Poker Face"                              | 1                         | 1                         | 1                         | 1                         | 1                         | 1                         | 1                         | 1                         | 1                         | 1                         | - EUA: 4× Platinum - AUS: 6× Platinum - CAN: 8× Platinum - GB: Platinum | The Fame         |
| 2009                                                           | "Eh, Eh (Nothing Else I Can Say)"         | —                         | 15                        | 68                        | 7                         | —                         | —                         | 9                         | 2                         | —                         | —                         | - AUS: Gold                                                             | The Fame         |
| 2009                                                           | "LoveGame"                                | 5                         | 4                         | 2                         | 5                         | 7                         | 30                        | 12                        | 12                        | 15                        | 19                        | - EUA: Platinum - AUS: Platinum - CAN: 2× Platinum                      | The Fame         |
| 2009                                                           | "Paparazzi"                               | 6                         | 2                         | 3                         | 6                         | 1                         | 4                         | 5                         | 22                        | 4                         | 4                         | - EUA: Platinum - AUS: 2× Platinum - GB: Gold                           | The Fame         |
| 2009                                                           | "Bad Romance"                             | 2                         | 2                         | 1                         | 1                         | 1                         | 1                         | 2                         | 1                         | 2                         | 1                         | - EUA: Platinum - AUS: 3× Platinum - CAN: 7× Platinum - GB: Gold        | The Fame Monster |
| 2010                                                           | "Telephone" (col·laborant Beyoncé)        | 3                         | 3                         | 3                         | 3                         | 3                         | 1                         | 3                         | 2                         | 4                         | 1                         | - AUS: 2× Platinum - CAN: 3× Platinum                                   | The Fame Monster |
| 2010                                                           | "Alejandro"                               | 5                         | 2                         | 4                         | 3                         | 2                         | 3                         | 11                        | 4                         | 4                         | 7                         | - AUS: 1× Platinum                                                      | The Fame Monster |
| 2011                                                           | "Born This Way"                           | 1                         | 1                         | 1                         | 2                         | 1                         | 1                         | 1                         | 1                         | 1                         | 3                         | - AUS: 2xPlatinum - IT: Gold - NZ: Platinum - ES: Gold                  | Born This Way    |
| 2011                                                           | "Judas"                                   | 10                        | 6                         | 8                         | 9                         | 23                        | 4                         | 12                        | 19                        | 8                         | 8                         |                                                                         | Born This Way    |
| "—" denota un títol que no és una publicació en tal territori. |                                           |                           |                           |                           |                           |                           |                           |                           |                           |                           |                           |                                                                         |                  |

### Com artista convidat
| Any                                                            | Senzill                                        | Posicions màximes d'èxits | Posicions màximes d'èxits | Posicions màximes d'èxits | Posicions màximes d'èxits | Posicions màximes d'èxits | Posicions màximes d'èxits | Àlbum                |
| Any                                                            | Senzill                                        | EUA                       | AUS                       | CAN                       | IRE                       | NZ                        | GB                        | Àlbum                |
| -------------------------------------------------------------- | ---------------------------------------------- | ------------------------- | ------------------------- | ------------------------- | ------------------------- | ------------------------- | ------------------------- | -------------------- |
| 2009                                                           | "Chillin" (Wale col·laborant Lady Gaga)        | 99                        | 29                        | 79                        | 19                        | —                         | 12                        | Attention: Deficit   |
| 2009                                                           | "Video Phone" (Beyoncé col·laborant Lady Gaga) | 65                        | 31                        | —                         | —                         | 32                        | 58                        | I Am... Sasha Fierce |
| "—" denota un títol que no és una publicació en tal territori. |                                                |                           |                           |                           |                           |                           |                           |                      |

### Senzills promocionals
| Any                                                            | Senzill                                                      | Posicions màximes d'èxits | Posicions màximes d'èxits | Àlbum                |
| Any                                                            | Senzill                                                      | CAN                       | UK                        | Àlbum                |
| -------------------------------------------------------------- | ------------------------------------------------------------ | ------------------------- | ------------------------- | -------------------- |
| 2008                                                           | "Beautiful, Dirty, Rich"                                     | —                         | 83                        | The Fame             |
| 2008                                                           | "Christmas Tree" (featuring Space Cowboy)                    | 79                        | —                         | Senzills sense àlbum |
| 2010                                                           | "Poker Face / Speechless / Your Song" (featuring Elton John) | 94                        | —                         | Senzills sense àlbum |
| "—" denota un títol que no és una publicació en tal territori. |                                                              |                           |                           |                      |

### Altres cançons
| Any                                                            | Cançó                                                         | Posicions màximes d'èxits | Posicions màximes d'èxits | Posicions màximes d'èxits | Posicions màximes d'èxits | Posicions màximes d'èxits | Àlbum            |
| Any                                                            | Cançó                                                         | EUA                       | AUS                       | CAN                       | SWE                       | GB                        | Àlbum            |
| -------------------------------------------------------------- | ------------------------------------------------------------- | ------------------------- | ------------------------- | ------------------------- | ------------------------- | ------------------------- | ---------------- |
| 2008                                                           | "Starstruck" (col·laborant Space Cowboy i Flo Rida)           | —                         | —                         | 74                        | —                         | 191                       | The Fame         |
| 2008                                                           | "Big Girl Now" (New Kids on the Block col·laborant Lady Gaga) | —                         | —                         | 84                        | —                         | —                         | The Block        |
| 2008                                                           | "The Fame"                                                    | —                         | 73                        | —                         | —                         | —                         | The Fame         |
| 2009                                                           | "Dance in the Dark"                                           | —                         | —                         | 88                        | —                         | 89                        | The Fame Monster |
| 2009                                                           | "Monster"                                                     | —                         | 80                        | —                         | —                         | 68                        | The Fame Monster |
| 2009                                                           | "So Happy I Could Die"                                        | —                         | —                         | —                         | 53                        | 84                        | The Fame Monster |
| 2009                                                           | "Speechless"                                                  | 94                        | —                         | 67                        | —                         | 88                        | The Fame Monster |
| "—" denota un títol que no és una publicació en tal territori. |                                                               |                           |                           |                           |                           |                           |                  |

## Videos musicals
| Any  | Títol                                          | Director(s)      |
| ---- | ---------------------------------------------- | ---------------- |
| 2008 | "Just Dance"                                   | Melina Matsoukas |
| 2008 | "Beautiful, Dirty, Rich"                       | Melina Matsoukas |
| 2008 | "Poker Face"                                   | Ray Kay          |
| 2009 | "Eh, Eh (Nothing Else I Can Say)"              | Joseph Kahn      |
| 2009 | "LoveGame"                                     | Joseph Kahn      |
| 2009 | "Paparazzi"                                    | Jonas Åkerlund   |
| 2009 | "Chillin" (Wale col·laborant Lady Gaga)        | Chris Robinson   |
| 2009 | "Bad Romance"                                  | Francis Lawrence |
| 2009 | "Video Phone" (Beyoncé col·laborant Lady Gaga) | Hype Williams    |
| 2010 | "Telephone"                                    | Jonas Åkerlund   |
| 2010 | "Alejandro"                                    | Steven Klein     |

## Altres aparicions
Gaga va treballar com a compositora abans de treballar com a solista. Included among her writing credits are:
| Any  | Títol                             | Àlbum                             | Notes |
| ---- | --------------------------------- | --------------------------------- | --- |
| 2008 | "Quicksand"                       | Circus                            | Escrita per a Britney Spears'.                                                                           |
| 2008 | "Full Service"                    | The Block                         | Escrita per a New Kids on the Block.                                                                     |
| 2009 | "Fashion"                         | Confessions of a Shopaholic (OST) | Escrita per Gaga i RedOne per a Heidi Montag, reeditada per a la pel·lícula Confessions of a Shopaholic. |
| 2009 | "Hypnotico (Silly Heartbreakers)" | Prima Donna                       | Escrita per Gaga, Akon, RedOne, Claude Kelly, i Tami Chynn per a Chynn.                                  |
| 2009 | "Killa Love Song"                 | Prima Donna                       | Escrita per Gaga, Akon, RedOne, Claude Kelly, i Tami Chynn per a Chynn.                                  |
| 2009 | "Eyes on Me"                      | Prima Donna                       | Escrita per Gaga, Akon, RedOne, Claude Kelly, i Tami Chynn per a Chynn.                                  |
| 2009 | "Lola (California Weekend)"       | Freshly Squeezed                  | Escrita per Gaga, Valeria Andrews, i Thomas J. Henriksen per a Valeria                                   |
| 2009 | "Do Me Right"                     | Freshly Squeezed                  | Escrita per Gaga, Valeria Andrews, i Thomas J. Henriksen per a Valeria.                                  |
| 2009 | "Murder My Heart"                 | One World One Love                | Escrita per Gaga, Michael Bolton, Mike Mani, i Jordan Omley per a Bolton.                                |
| 2009 | "Fever"                           | For Your Entertainment            | Escrita per Gaga i Rob Fusari per a Adam Lambert.                                                        |